# Сліжевський Андрій Юрійович
Сліжевський Андрій Юрійович (народився 30 листопада 2002 року в м. Київ, Україна) — спортсмен-тхеквондист, член ITF, призер України, тренер Національної категорії,  громадський діяч. Чорний пояс із тхеквондо, II дан. 
Популяризатор спорту серед молоді, автор тез і наукових публікацій на міжнародних та всеукраїнських  конференціях.

## Життєпис
Сліжевський Андрій Юрійович народився 30 листопада 2002 року в м. Київ, Україна.
● 2008 рік — вступив до Київської загальноосвітньої школи I-III ступенів №186 м. Києва. У школі Андрій зіткнувся з труднощами у взаєминах як з однокласниками, так і з вчителями, що зробило цей період його життя складним. Андрій зізнається: «Я ненавидів школу і вважав, що краще вчитися самому, оскільки школа намагається всіх вирівняти і не дає індивідуального підходу до учнів».
● 2010 рік — розпочав займатися таеквон-до, що стало важливою частиною його життя.
● 2018 рік
- Закінчив загальноосвітню школу.
- Отримав чорний пояс I дан із таеквон-до ІТФ.
- Після цього Андрій вступив до Економіко-правового технікуму при МАУП[5]

У технікумі він отримав базові знання у галузі права. Хоча Андрій і не завершив технікум з дипломом з відзнакою, він був відзначений подякою за значний внесок у розвиток ЕПТ при МАУП, за активну організацію спортивних заходів та за свою громадську позицію.
● 2022 рік — вступив до Міжрегіональної академії управління персоналом (МАУП) на спеціальність «Міжнародні відносини, суспільні комунікації та регіональні студії офіційна назва».
Під час навчання в МАУП активно брав участь у міжнародних наукових конференціях і публікував тези з актуальних тем:
- «Зміни для майбутнього: радикальні освітні реформи в Україні»[8].
- «Особливості функціонування економіки в умовах кризи».

- «Проблеми міграції з України та політика повернення українців додому».[3]

● 2023 рік — став сертифікованим тренером із таеквон-до, присвятивши свою діяльність вихованню молодого покоління спортсменів. 
● 2024 рік — склав атестацію на чорний пояс II дан.

## Спортивна кар'єра
Андрій Сліжевський — чемпіон та призер численних турнірів з Таеквон-до ІТФ. У дитинстві він здобув титул чемпіона та призера Кубка та Чемпіонату Києва в різних вікових категоріях, що стало основою для його подальшого розвитку в спорті та тренерській діяльності.
У його спортивному досвіді — перемоги на таких змаганнях, як Кубок Любарта (2015-2018), Відкритий кубок Львова (2018), Кубок Києва (2019) та Чемпіонат м.Києва (2022), на якому він став чемпіоном. Крім того, він здобув призове місце на Чемпіонаті України серед юнаків, юніорів та дорослих у 2022 році. 
У 2018 році Андрій отримав чорний пояс I дан, а в 2024 році підвищив свою атестацію до II дан.
У своїй тренерській діяльності Андрій робить акцент не лише на досягнення результатів, але й на виховання характеру спортсменів. Він вважає, що таеквон-до — це не тільки спорт, але й мистецтво самодисципліни та внутрішньої гармонії, які допомагають людині бути успішною в житті.

## Політична діяльність
Під час навчання в технікумі Андрій Сліжевський мав можливість відвідати Верховну Раду України, де виникла дискусія з народним депутатом Олександром Миколайовичем Юрченком.
Після цього Андрій подав офіційне звернення до депутата для уточнення виниклих питань. Громадську діяльність розпочав ще у студентські роки, активно беручи участь у протестах. Андрій також здобув досвід стажування в Міністерстві закордонних справ України.

## Нагороди
- 2021 - Почесна відзнака Голосіївської районної у місті Києві державної адміністрації[10]